# Th. Willy AG Auto-Zentrum
Die Th. Willy AG Auto-Zentrum mit Sitz in Schlieren ist eine hauptsächlich im Automobilhandel tätige Schweizer Unternehmensgruppe. Sie betreibt an verschiedenen Standorten Vertretungen u. a. für Ford, Fiat, Alfa Romeo, Seat und Mercedes. 2006 erwirtschaftete die Willy-Gruppe einen Umsatz von 155 Millionen Schweizer Franken.

## Geschichte
Das Unternehmen wurde 1927 von Thomas Willy in Luzern als erste offizielle Ford-Vertretung der Schweiz gegründet. Während des Zweiten Weltkrieges blieben Neuwagenlieferungen werkseitig aus, daher stellte Thomas Willy eigene Traktoren und Holzgeneratoren her. Diese kamen unter dem Namen Willy-Traktoren auf den Markt und konnten sowohl in der Schweiz als auch im Export einen Absatzerfolg feiern.
Im Verlaufe der Jahrzehnte expandierte das Unternehmen sowohl durch verschiedene Übernahmen als auch durch Gründung eigener Tochtergesellschaften und den Bau verschiedener Grossgaragen. 1969 übernahm Willy die Vertretungen von Fiat und Lancia in Zürich und Bern. Nach einem tödlichen Autounfall, bei dem 1976 Thomas Willy und sein Sohn Curt Willy ums Leben kamen, übernahm Sonja Spahn-Willy, Tochter von Thomas Willy, und Ulla Willy, Witwe von Curt Willy, die Geschäftsleitung. 1993 ging die Geschäftsleitung des mittlerweile zu einer Gruppe herangewachsenen Unternehmen an Daniela Willy, Tochter von Ulla Willy, in dritter Generation über.